# Mitsui & Co.
Mitsui & Co. (三井物産, Mitsui Bussan) est une entreprise japonaise de trading de matière première, dit également sōgō shōsha, qui constitue le cœur du keiretsu appelé Mitsui.

## Histoire
En août 2020, la holding Berkshire Hathaway dirigée par Warren Buffett investit dans un peu plus de 5 % de la société, ainsi que dans ses quatre principales concurrentes.